# Suevit

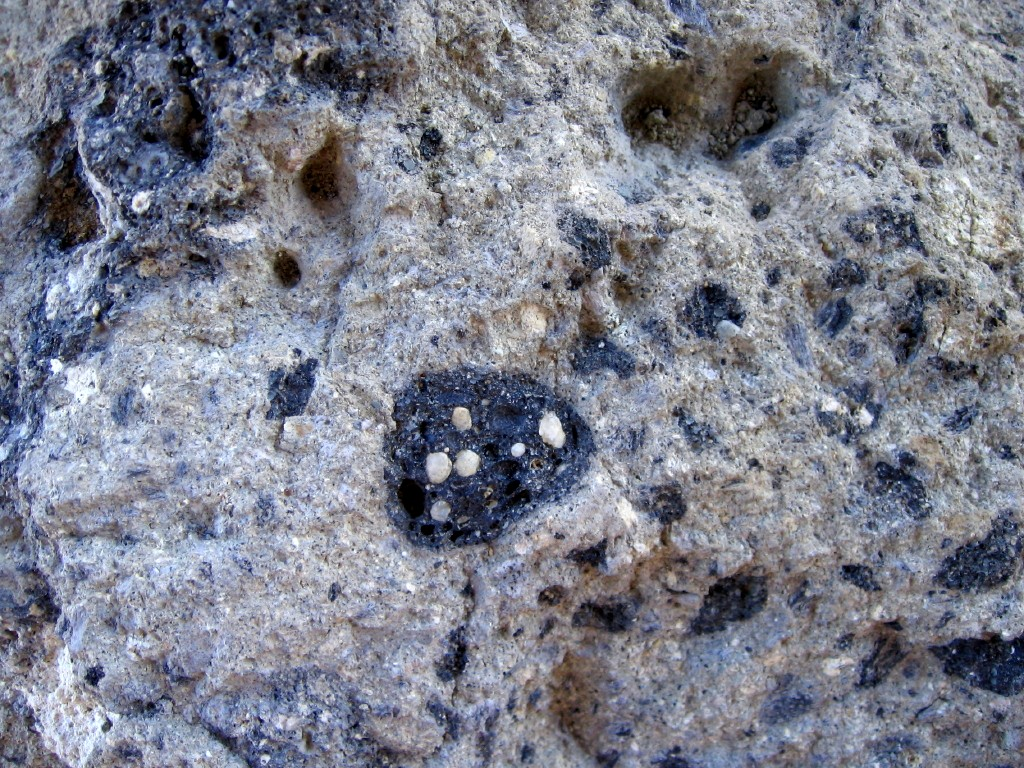
Suveit provenit din Nördlinger Ries, rezultat prin impactul cu un meteorit

Suevitul este o rocă a cărui proces de formare a fost descoperit abia în anul 1960. Roca face parte din grupa impactite la care structura porfirică (sticloasă) ia naștere prin topirea rocii inițiale, la temperatura și presiunea ridicată produsă de impactul cu un meteorit. Denumirea de suevit provine de la locul unde a fost descoperit Nördlinger Ries în Schwaben a cărui denumire  în limba latină este „Suevia”.